# Ahvenjärvi (sjö i Siikalatva, Norra Österbotten, Finland)
Ahvenjärvi eller Ahvenlampi är en sjö i Finland. Den ligger i kommunen Siikalatva i landskapet Norra Österbotten, i den centrala delen av landet, 500 km norr om huvudstaden Helsingfors. Ahvenjärvi ligger 142 meter över havet. Arean är 37,5 hektar och strandlinjen är 2,69 kilometer lång. Sjön  ingår i Siikajokis huvudavrinningsområde.   I omgivningarna runt Ahvenjärvi växer i huvudsak blandskog.